# Eira barbara
El tayra  (Eira barbara), es una especie de mamífero carnívoro de la familia Mustelidae. Habita en selvas tropicales desde las planicies costeras de México hasta el norte de Argentina, incluyendo la isla de Trinidad. Mide alrededor de 70 cm y pesa 5 kg. Tiene la cabeza blanquecina o canosa y es de hábitos arborícolas. Es omnívoro, se alimenta de frutos, insectos, carroña y pequeños vertebrados. En México se considera en Peligro de Extinción.

## Descripción
La longitud del cuerpo en los machos alcanzan entre los 98 cm a 1.20 metros (contando la cola de unos 25 a 45 cm) y su peso es de 5 a 7 kg (con un promedio de 5 kg). Las hembras miden entre los 96 cm a 1 metro de largo  (contando con la cola de unos 38 a 40 cm) y su peso ronda entre los 3.5 kg a 4 kg. Los machos son un 30% más grandes que las hembras. La cabeza es ancha y de tamaño proporcionalmente grande con relación al cuerpo, en comparación con otros mustélidos. Las patas son relativamente largas, delgadas y con garras fuertes. El cuerpo es musculoso y esbelto, con la espalda ligeramente jorobada. Las orejas son pequeñas y redondeadas, del mismo color que la cabeza y no sobresalen por encima de la coronilla. El manto es suave de pelo corto y de color sepia, negro o castaño uniforme. El albinismo y el melanismo son más comunes en el hurón mayor que en otros mustélidos. En Guyana, un morfo amarillo ocurre con el morfo de color más típico. Algunos especímenes suelen tener una mancha brillante de color amarillo pálido a naranja, a menudo triangular, en el pecho y la garganta. Los jóvenes son completamente negros, a veces con un parche blanco en la garganta, la cabeza blanca o una franja medio dorsal oscura que se extiende hasta la cola.

## Distribución, hábitat y densidad

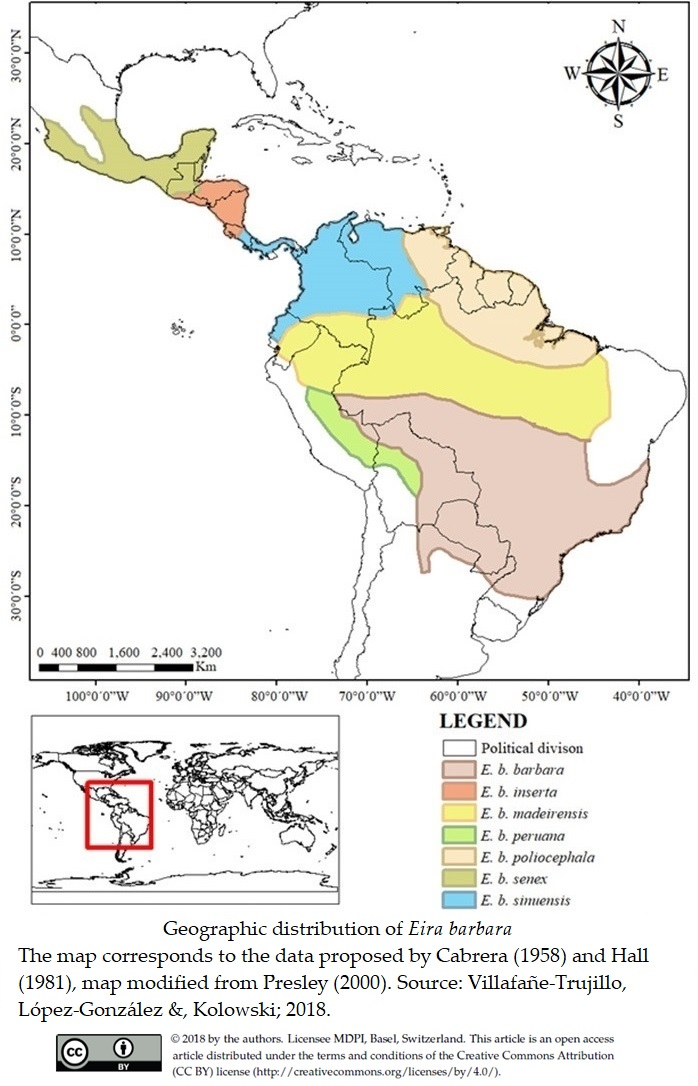
Distribución geográfica de Eira barbara.

## Identificación individual

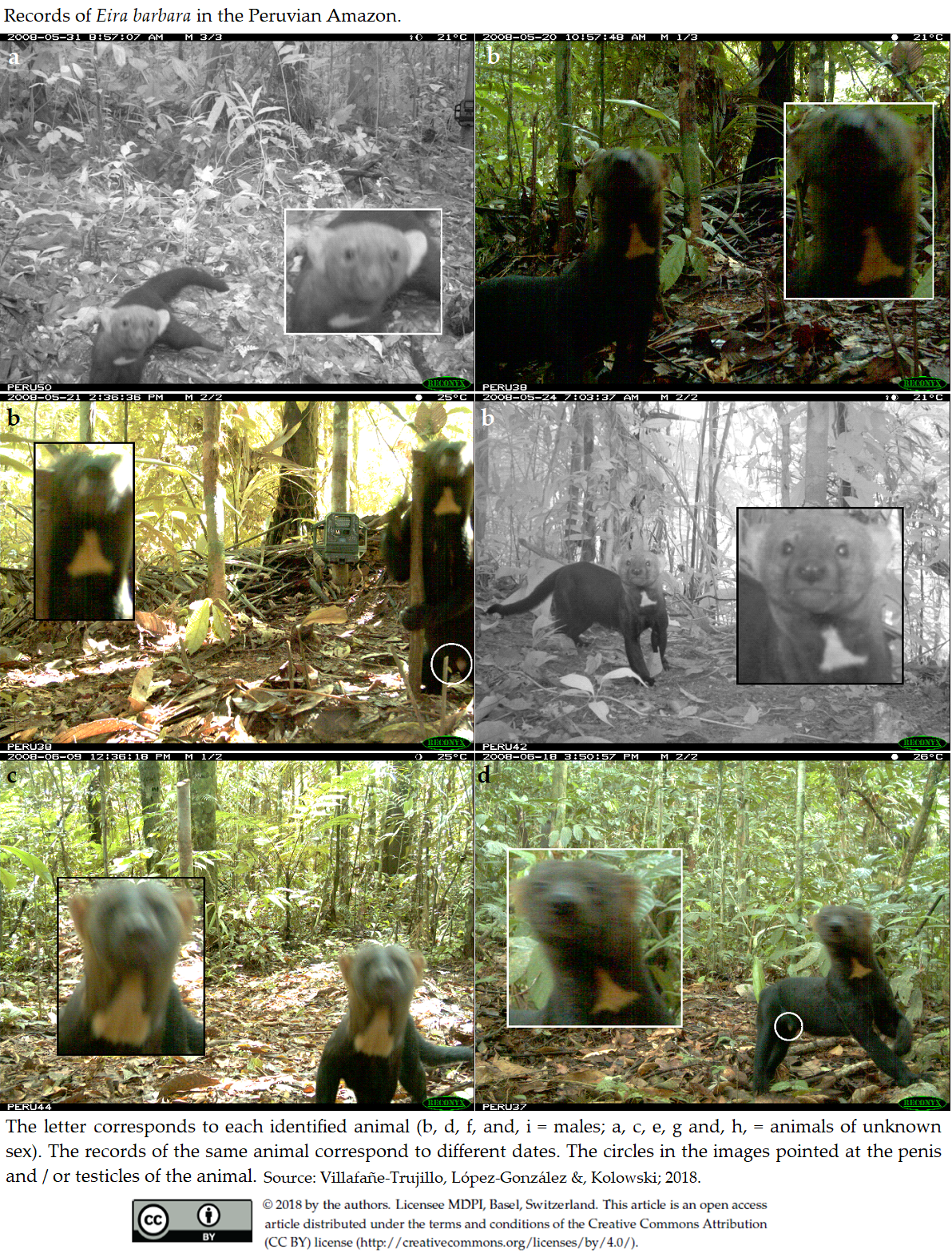
Registros de Eira barbara en el Amazonas.

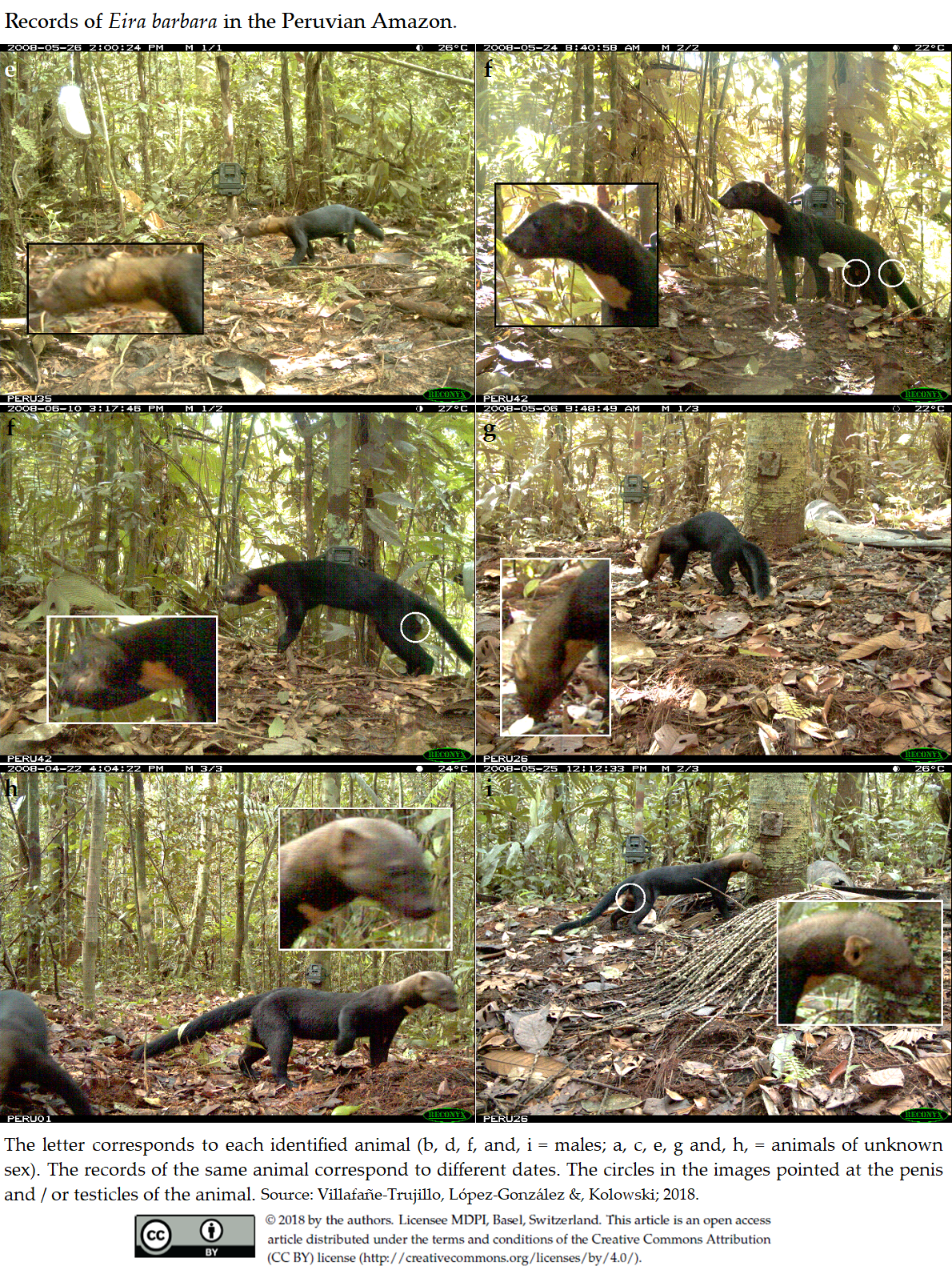
Registros de Eira barbara en el Amazonas. 2

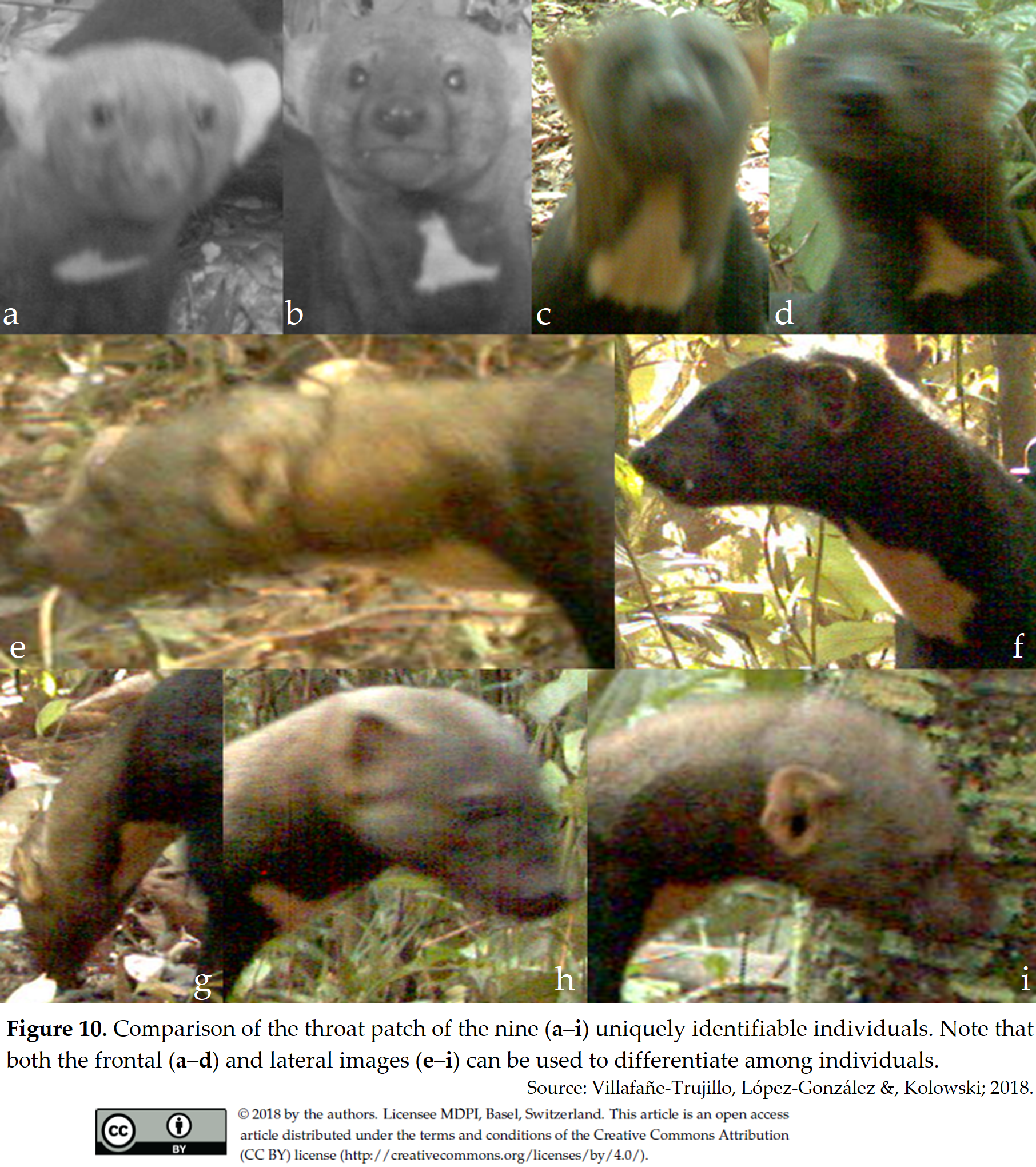
Eira barbara, ejemplares identificados individualmente.

## Comportamiento

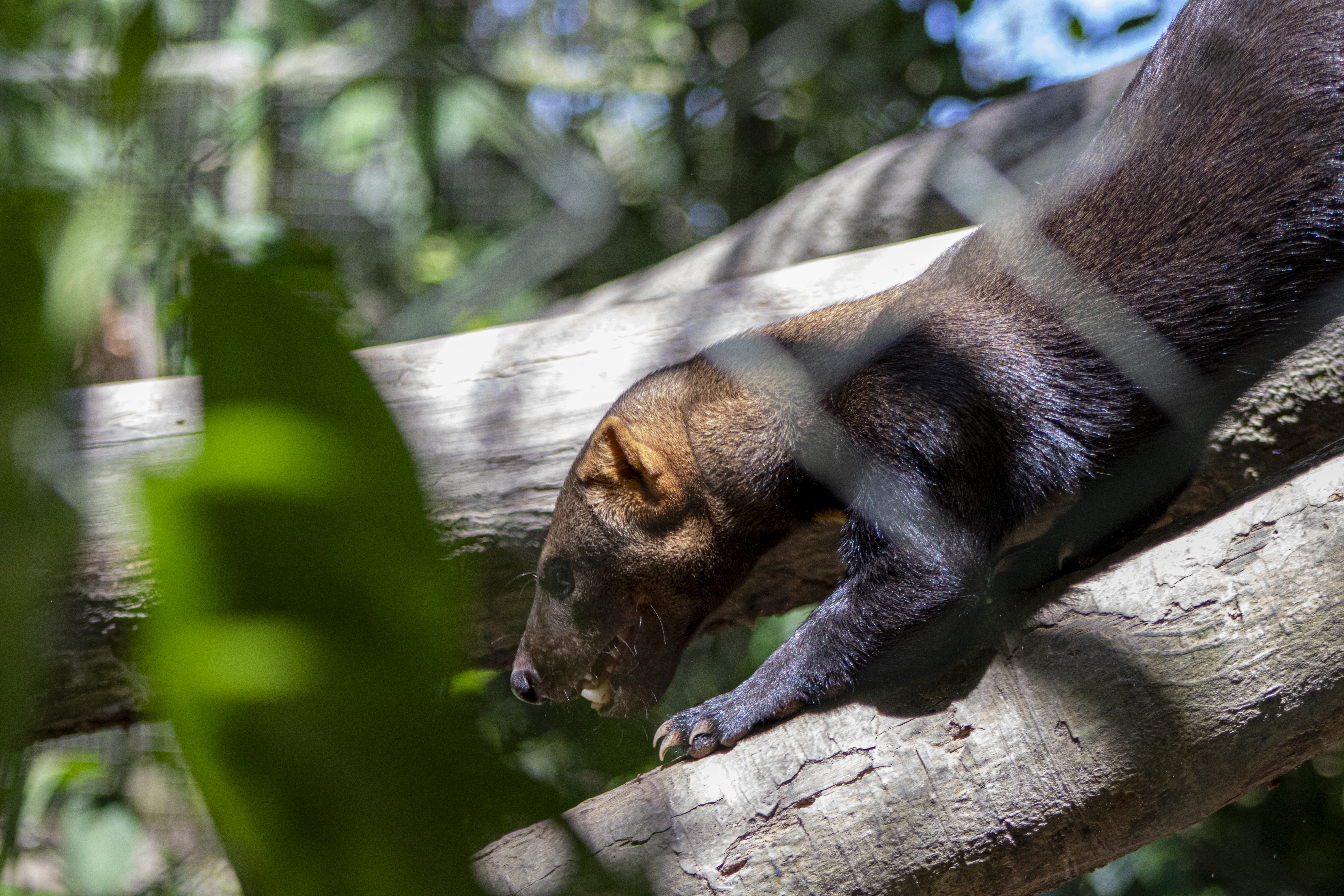
Eira barbara bajando de un tronco, en Cochabamba, Bolivia.